# Navia (gmina)
Navia – gmina w Hiszpanii, w prowincji Asturia, w Asturii, o powierzchni 63,11 km². W 2011 roku gmina liczyła 8982 mieszkańców.